# Monterey (Massachusetts)
Monterey – miasto w Stanach Zjednoczonych, w stanie Massachusetts, w hrabstwie Berkshire.